# Йосіє Сіраторі
Йосіє Сіраторі (яп. 白鳥 由栄, Shiratori Yoshie) був громадянином Японії, який народився в префектурі Аоморі. Сіраторі відомий тим, що чотири рази втікав з кількох різних в'язниць, що зробило його антигероєм в японській культурі. У в’язничному музеї Абасірі є меморіал Сіраторі.

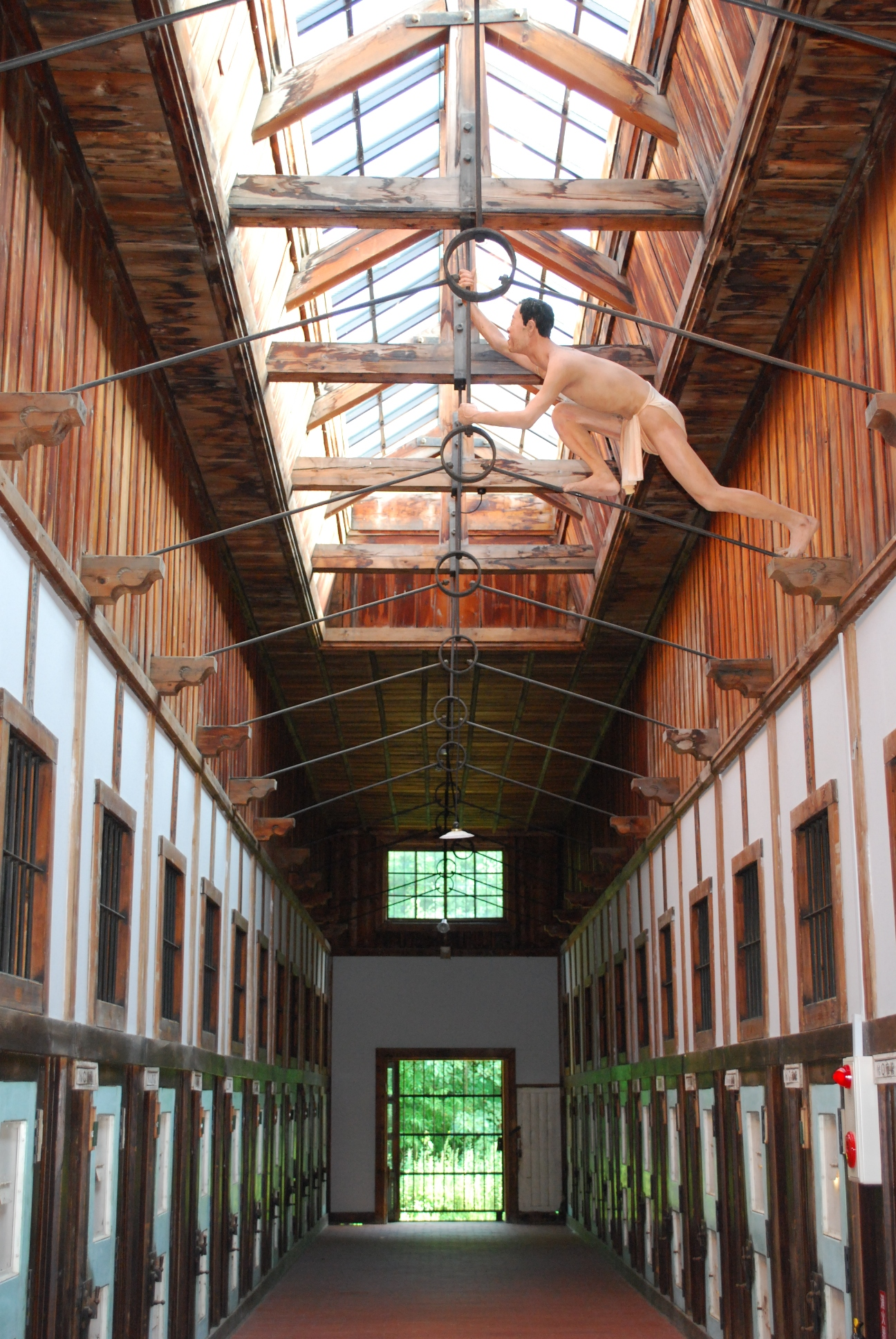
Копія втечі Сіраторі з в'язниці в Абасірі в музеї в'язниці Абасірі.

Існує безліч легенд, що описують його втечі, і деякі деталі можуть бути скоріше фольклорними, ніж фактичними.  

## Тюремні втечі
Спочатку Сіраторі працював у магазині тофу, а згодом працював рибалкою, щоб ловити крабів для Росії. Змінивши роботу кілька разів і не досягнувши успіху, він звернувся до азартних ігор та крадіжок, щоб заробляти на життя.

### Втеча з в'язниці в Аоморі
Сіраторі був ув'язнений у в'язниці Аоморі в 1936 році. Однак, вивчаючи розпорядки охорони місяцями, він врятувався, відмикнувши замок своєї камери металевим дротом, який був обмотаний навколо відра, призначеного для купання.  

### Втеча з в'язниці в Акіті
Поліція схопила Сіраторі через три дні, коли він крав припаси з лікарні. За втечу та крадіжку він був засуджений до довічного ув’язнення, а в 1942 р. був переведений до тюрми в Акіті. 
У в'язниці Акіта Сіраторі врятувався, піднявшись на високі гладкі мідні стіни своєї камери та вийшовши крізь вікно на даху. Кажуть, що він щовечора піднімався, щоб послабити отвір, що веде назовні. Нарешті йому вдалося відкрити вікно і піднятися на дах. Охоронці не почули його кроки, оскільки була бурна ніч. Він потрапив до будинку охоронця, щоб попросити допомоги у справі проти несправедливості в японській тюремній системі, оскільки він був одним з єдиних людей, які виявили доброту та повагу до Сіраторі під час перебування у в'язниці в Акіті. Однак, коли Сіраторі знаходився у ванній, охоронець на ім'я Кобаясі покликав поліцію, і Сіраторі був негайно заарештований і повернутий до в'язниці.  

### Втеча з в'язниці в Абасірі
Сіраторі був переведений до в'язниці в Абасірі на Півночі Хоккайдо. Він був поміщений у кайданки, спеціально виготовлені із заліза, і спеціалісту знадобилося б майже дві години щоб з них вибратися. Сіраторі поливав їх супом місо, щоб вони згнили, і він зміг їх зламати. Потім 26 серпня 1944 року він вивихнув обидва плечі, завдяки чому він зміг вийти з вузького прорізу для їжі у дверях своєї камери і втік із в'язниці.  Однак він знову потрапив до в'язниці, коли вбив фермера, який напав на нього після того, як останній зловив його за викраденням помідора з його ферми.     

### Втеча з в'язниці в Саппоро
За попередні втечі з в'язниць та вбивство фермера Сіраторі був засуджений до смертної кари окружним судом Саппоро. У в'язниці в Саппоро його помістили в спеціально зроблену камеру. Тим не менш, у 1947 році він втік з в'язниці, проривши тунель у підлозі чашами супу місо, клавши бруд у невелику кишеню під дошкою підлоги.    

## Останні роки
Після року свободи, кажуть, що поліцейський в парку запропонував Сіраторі сигарету. Зворушений добротою, Сіраторі зізнався, що він був втеченим засудженим, і запропонував здатися офіцеру. Його ще раз судили, і Верховний суд Саппоро, розглянувши його справу, вирішив, що смерть фермера стала наслідком дії самооборони Сіраторі, і вони скасували його смертний вирок і натомість засудили до 20 років в'язниці за його 4 втечі з в'язниць. Також було задоволено прохання Сіраторі про ув'язнення в Токіо. Він провів у в'язниці Фучу 14 років до 1961 року, коли був звільнений за хорошу поведінку.  
Згодом він повернувся в Аоморі, щоб возз’єднатися зі своєю дочкою; його дружина померла, коли він ще був у в'язниці. Сіраторі прожив ще десять років, працюючи на дивних роботах, щоб вижити.
Врешті-решт він помер від серцевого нападу у 1979 році, у віці 71 року.  

## У ЗМІ
Роман Акіри Йосімури "Hagoku" заснований на житті Сіраторі.
Персонаж Йосітаке Сирайсі в манґі «Золотий Камуй» був розкритий в інтерв’ю автора Сатору Нода , що ґрунтується і названий на честь Сіраторі.
Фільм "Перерва у в'язниці" (2017) - це документальний фільм про Йосіє Сіраторі.

## Зовнішні посилання
- Хагоку в "чарівності Хоккайдо"
- Йосіе Сіраторі в MONSTERS (на японській)